# Bolesław Szulia
Bolesław Szulia (ur. 1942) – dyrygent, kompozytor, aranżer i pedagog.

## Wykształcenie
W 1965 roku ukończył Państwową Średnią Szkołę Muzyczną w Gdańsku-Wrzeszczu w klasie fletu. Studia muzyczne kontynuował w Akademii Muzycznej w Warszawie w klasie dyrygentury Władysława Kabalewskiego. W 1997 roku ukończył studia podyplomowe w zakresie Menadżerów Kultury w Szkole Głównej Handlowej w Warszawie.

## Działalność artystyczna
Z muzyką związał się już w 1953 roku, jednak dopiero od 1970 roku jego kariera muzyczna nabrała tempa. Wtedy objął na ćwierć wieku funkcję dyrygenta Orkiestry Koncertowej Wojska Polskiego w Warszawie, a od 1980 roku również stanowisko kierownika artystycznego Reprezentacyjnego Zespołu Artystycznego Wojska Polskiego. To dzięki pracy z zespołami wojskowymi mógł w pełni rozwinąć swój talent. Wtedy dokonał dla Polskiego Radia licznych nagrań popularnych pieśni i arii operowych o tematyce patriotycznej i żołnierskiej, również z udziałem wybitnych solistów. Dla wytwórni polskich i zagranicznych  nagrał wiele płyt z utworami muzyki poważnej i rozrywkowej. Jest autorem licznych kompozycji i aranżacji na orkiestrę symfoniczną i dętą.
Z Reprezentacyjnym Zespołem Artystycznym Wojska Polskiego odbył tournée koncertowe po Chinach, Kanadzie, USA oraz krajach europejskich. Współpracował z Orkiestrą Reprezentacyjną Straży Granicznej w Nowym Sączu.
W kwietniu 2012 założył Orkiestrę Kameralną Dzielnicy Targówek im. Józefa Elsnera, w której skład weszli wybitni artyści Filharmonii Narodowej, Teatru Wielkiego oraz Opery Kameralnej w Warszawie, i jest jej kierownikiem artystycznym i dyrygentem.

## Działalność pedagogiczna i popularyzatorska
W latach 90. XX w. był wykładowcą w Akademii Muzycznej w Warszawie, gdzie prowadził zajęcia z zakresu instrumentacji.
Był współorganizatorem audycji telewizyjnych o tematyce patriotycznej. Przez blisko 25 lat w sali Filharmonii Narodowej w Warszawie prowadził cykliczne koncerty dla dzieci i młodzieży, podczas których prezentował  programy z utworami symfonicznymi, pieśniami patriotycznymi i żołnierskimi.

## Nagrody i odznaczenia
- Nagroda Ministra Obrony Narodowej II stopnia.
- Dyplom Honorowy Ministra Kultury i Dziedzictwa Narodowego za szczególne zasługi w zakresie upowszechniania kultury muzycznej.
- Prometeusz – nagroda artystyczna Polskiej Estrady, Związku Autorów i Kompozytorów Rozrywkowych.
- Medal „Milito Pro Christo” – 2017[3]

## Kompozycje (wybór)
- Mowgli – syn dżungli (muzyka B. Szulia, bajka muzyczna według Rudyarda Kiplinga), CD Omedia w serii „Bajki-Grajki” (1988)
- Dwa miecze (współautor B. Szulia, libr. Janusz Kępski) – widowisko muzyczne dla estrady wojskowej

Utwory orkiestrowe i chóralne:
- Dzień podchorążego (marsz)
- Marsz Wojsk Lądowych
- Marsz polskiego kosmonauty
- W dzień podchorążego (marsz)

Pieśni masowe i piosenki:
- Unieśmy sztandar (sł. Wojciech Kejne)
- Ech, zwiadowcy (sł. Krystyna Pac-Gajewska)
- Zapamiętaj tamten wrzesień (sł. Wojciech Kejne)
- Pieśń Ikara
- Żołnierska wiktoria (sł. Janusz Szczepkowski)
- Ile dróg trzeba przejść?
- A ja do ciebie (sł. Mirosław Łebkowski, S. Werner)
- Co ja z wami mam chłopaki (sł. Mirosław Łebkowski)
- I do koszar (sł. Mirosław Łebkowski,  S. Werner)
- Dobrze, że jesteś Ojczyzno (sł. Krzysztof Rozner)
- Unieśmy sztandar (sł. Wojciech Kejne)
- Zasypia czas (sł. L. Grudzień)
- Zaproszenie na ucztę (sł. Marek Skwarnicki)
- Marsylianka Wielkopolska. Powstanie Wielkopolskie w pieśni i w piosence – zbiór pod red. B. Szulii

Jest autorem Hymnu Ochotniczych Straży Pożarnych pt. Rycerze Floriana.

## Dyskografia (wybór)
- Bolesław Szulia – Na festynie (Pronit, 1975)
- Muzyka dla wszystkich – Centralna Orkiestra Reprezentacyjna Wojska Polskiego, dyr. B.Szulia (Polskie Nagrania, 1979)
- Pieśni – Centralny Zespół Artystyczny Wojska Polskiego, dyr. B.Szulia
- Chłopcy malowani – 35-lecie Centralnej Orkiestry Reprezentacyjnej Wojska Polskiego – Orkiestra Reprezentacyjna Wojska Polskiego, dyr. B.Szulia
- W jednym szeregu – marsze wojskowe państw Układu Warszawskiego – Orkiestra Reprezentacyjna Wojska Polskiego, dyr. B.Szulia
- Najpiękniejsze kolędy (Medialogic, 1999)
- Mazurek Da̧browskiego i inne hymny. Dzieje polskiego hymnu narodowego (Polskie Radio, 1999)
- Centralny Zespół Artystyczny Wojska Polskiego pod dyrekcją Bolesława Szulii (Wyd. Muz. Ordynariatu Polowego WP, 2001)
- Pieśń ojczysta – polskie pieśni patriotyczne (Polskie Nagrania, 2003)
- Powstanie warszawskie w pieśni i w piosence (Polskie Nagrania, 2004)
- Pieśń Ojczysta – zbiór najpiękniejszych śpiewów patriotycznych (2007)
- Warszawskie dzieci pójdziemy w bój – piosenki Powstania Warszawskiego (4ever Music, 2007)
- Jezu, ufam Tobie (muzyka do fragmentów z „Dzienniczka” św. Siostry Faustyny Roman Twardowski) – Centralny Zespół Artystyczny Wojska Polskiego, dyr. Bolesław Szulia (Wyd. Muz. Ordynariatu Polowego WP)
- Tanecznie i marszowo. Stare i nowe piosenki wojskowe (płyta autorska, 2007)
- Póki Polska żyje w nas – Centralna Orkiestra Reprezentacyjna Wojska Polskiego, dyr. B. Szulia (Wyd. Muz. Ordynariatu Polowego WP, 2009)
- Myśmy są wojsko – Centralna Orkiestra Reprezentacyjna Wojska Polskiego, dyr. B. Szulia
- Śpiewnik powstańczy. Warszawiacy śpiewają (nie) zakazane piosenki – CD jako bezpłatny dodatek do Gazety Wyborczej (2011)

## Publikacje muzyczne
- Pieśń ojczysta – zbiór najpiękniejszych śpiewów patriotycznych – koncepcja autorska albumu i wybór pieśni Bolesław Szulia i Adam Buszko (Caritas Ordynariatu Polowego Wojska Polskiego, 2007, 2008).
- Bolesław Szulia – Smuteczek – zbiór piosenek do słów Leszka Grudnia (Gamma, 2004)
- Marsylianka Wielkopolska. Powstanie Wielkopolskie w pieśni i w piosence – zbiór pod red. B.Szulii

## Wywiady prasowe
- Maciej Roik – Śpiewnik powstańczy w Głosie Wielkopolskim[5]

## Inne
Jest członkiem Związku Polskich Autorów i Kompozytorów.